# Шихлінська Сабіна Олександрівна
Сабіна Олександрівна Шихлінська (народилася 26 квітня 1962 року) — азербайджанська художниця, незалежний куратор. Живе і працює в Баку, Азербайджан.

## Життєпис
Сабіна Шихлінська народилася і живе в Баку, Азербайджан. Член спілки художників Азербайджану, має звання Заслуженого художника Азербайджану. Є членом міжнародного комітету музеїв та колекцій сучасного мистецтва —.
Художню освіту отримала в Ленінградському вищому художньо-промисловому училищі імені В. Мухіної на факультеті монументального живопису та в Азербайджанському державному університеті культури і мистецтв.

## Творчість
З 1983 року Сабіна Шихлінська активно виставляється в Азербайджані та за кордоном. Деякі з художніх творів С. Шихлінської — живопис, графіка, фото — та відеоінсталяції — знаходяться у державних і приватних зібраннях: в Державній Третьяковській Галереї (Росія), в Музеї сучасного мистецтва (Баку, Азербайджан), в колекції HumaKabakci (Туреччина) тощо.
З 1993 року вона була куратором більше 50 виставок і проектів в Азербайджані та за кордоном. У 1996 році за ініціативою Сабіни Шихлінської була створена незалежна мистецька група «Лабіринт». У період з 1999 по 2005 роки за участю групи «Лабіринт» та іноземних художників Сара Шихлінська опікала п'ять Ланд Арт симпозіумів і презентацій в Азербайджані.
У 2007 році Сара Шихлінська була куратором першого Азербайджанського павільйону на 52-й венеційській Бієнале в Італії. Цього року вона зробила свій другий відеопроект «Ship Bolshevik Narimam Narimanov». Знімаючи покинуту радянську корабельну аварію та поєднуючи візуальний образ із інтерв'ю художників на тему пострадянських змін та застою.
У 2008 році вона займалася виставкою «USSR-remix». Пізніше в тому ж році «USSR-remix» був показаний в Дрезденському музеї мистецтв в Німеччині в рамках проекту виставки сучасного азербайджанського мистецтва «Steps of Time», який також опікає Сара Шихлінська.
У 2009 році Сара Шихлінська провела в Баку (Азербайджан) Міжнародний форум сучасного мистецтва з гендерної тематики — «Дівоча Вежа», що включав у себе конференцію і виставку «To Be a Woman» в Центрі сучасного мистецтва і в Центральному офісі ООН.
У 2010 році вона продовжила тему гендеру і курувала міжнародну виставку відео арту — «Openly» — «To Be a Woman» в рамках «Стамбул 2010 — Культурна Столиця Європи», що відбулася в Антрепо 5, «Sanat Limani», Стамбул, Туреччина. У тому ж 2010 році Сара Шихлінська також презентувала нову доповнену версію «USSR-remix», що представляє сучасне азербайджанське мистецтво, в Центрі Сучасного Мистецтва «Tou Scene», Ставангер, Норвегія.
Роботи Шихлінської представлені в колекціях: Третьяковська державна галерея (Москва); Міністерство культури Росії; Міністерство культури Азербайджану; Бакінський музей сучасного мистецтва, Азербайджан; Галерея Giz Galasi, (Баку, Азербайджан); Галерея Yeni, Баку, Азербайджан; Штаб-квартира ВР у Баку, Азербайджан; Стамбул, Туреччина; Лондон, Велика Британія; Міжнародний банк Азербайджану; Фонд мистецтв Центральної та Східної Європи / Меда Младек / Колекція Нахіта Кабакчі (Туреччина).

## Основні виставки і проекти
- 2010 — «USSR-remix», сучасне азербайджанське мистецтво, Центр Сучасного Мистецтва «Tou Scene», Ставангер, Норвегія
- 2010 — 1-е Міжнародне Ланд Арт Бієнале, Національна Галерея, Улан-Батор, Монголія
- 2010 — «Openly» Міжнародна виставка відео арту «To Be a Woman» в рамках «Стамбул 2010 — Культурна Столиця Європи», Антрепо 5, «Sanat Limani», Стамбул, Туреччина
- 2009 — Міжнародний Фестиваль Мистецтв «Transkaukazia», Центр Сучасного мистецтва «Замок Уездовски», Варшава, Польща
- 2009 — Міжнародний Форум Сучасного мистецтва «Artisterium», Тбілісі, Грузія
- 2009 — Міжнародний Форум Сучасного мистецтва «Дівоча Вежа», конференція, виставка «To Be a Woman», Центр Сучасного Мистецтва, Центральний офіс ООН, Баку, Азербайджан
- 2008 — Міжнародний Мистецький Форум, Каппадокія, Туреччина
- 2008 — «Steps of Time» Сучасне Мистецтво Азербайджану, Дрезденський Музей, Німеччина
- 2008 — Міжнародний Фестиваль Мистецтв «Сараевская Зима», Сараєво, Боснія-Герцеговина
- 2007 — 52-а Венеціанське Бієнале, 1-й Павільйон Азербайджану «Omnea Mea», Венеція, Італія
- 2007 — 3-я Бієнале Сучасного Мистецтва «Alluminium», Музейний комплекс «Палац Ширваншахів» Баку, Азербайджан
- 2006 — 4-я Бієнале Ісламських Країн, Тегеран, Іран
- 2005 — Міжнародний Фестиваль, Павіліон Азербайджану, Єрусалим, Ізраїль
- 2005 — 2-а Бієнале Сучасного Мистецтва «Alluminium», «Land Art Oil», «Галерея Giz Galasi», Баку, Азербайджан
- 2004 — «Наргін» Міжнародний Ланд Арт, острів Наргін, Апшерон, Азербайджан
- 1999—2003 — Ланд Арт симпозіуми, виставки, Баку і регіони, Азербайджан
- 1996 — «Лабіринт» групова інсталяція, виставка, Галерея імені С.Бахлулзаде, Баку, Азербайджан